# Firma mutacional
Las firmas mutacionales del cáncer, son los procesos de mutación que ocurren en el ADN de las células, que siguen un patrón característico y fijo. 

La teoría mutacional del cáncer propone que las denominadas mutaciones "conductoras", confieren una ventaja proliferativa en una célula, lo que provoca una activación del proceso tumoral. 

Algunas mutaciones “conductoras” se heredan en la línea germinal, pero la mayoría se presentan en las células somáticas durante la vida del paciente con cáncer, junto con muchas mutaciones "pasajeras" no implicadas en el desarrollo del cáncer. 
Múltiples procesos mutacionales, como exposiciones mutágenas endógenas y exógenas, edición de ADN aberrante, errores de replicación y mantenimiento defectuoso del ADN, son responsables de generar estas mutaciones. Dentro de esta teoría mutacional, encontramos patrones fijos y estables que se encuentran en un número elevado de cánceres del mismo tipo, refiriéndose así a las firmas mutacionales. 

## Tipos de firmas mutacionales
Dentro de las firmas mutacionales encontramos distintos tipos de firmas, por ejemplo, las firmas debidas a sustitución de bases o las firmas debidas a reordenamientos, las cuales están interrelacionadas. La nomenclatura que determina cada una de estas firmas viene establecida por el Catálogo de Mutaciones Somáticas en Cáncer (COSMIC (base de datos)).

## Firmas mutacionales de sustitución de bases

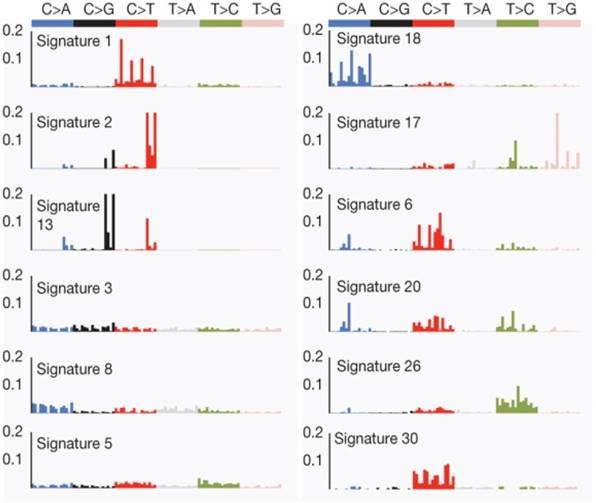
Firmas de sustitución de bases en el cáncer de mama.

Las firmas mutacionales de este tipo son debidas a mutaciones por sustitución de base. Los patrones mutacionales generados están compuestos por 96 combinaciones de 3 pares de bases que se representan en el eje de ordenadas, mientras que en el eje de abcisas aparece representada la probabilidad de que aparezca dicha sustictución.  En el cáncer de mama encontramos un espectro de 12 firmas de sustitución de bases. Estas se ordenan de acuerdo con amplios grupos biológicos: las firmas 1 y 5 se correlacionan con la edad del diagnóstico; Las firmas 2 y 13 están relacionadas con la proteína APOBEC; las firmas 6, 20 y 26 están asociadas con una deficiencia de reparación por mal apareamiento; las firmas 3 y 8 están asociadas con una deficiencia de recombinación homóloga; las firmas 18, 17 y 30 tienen etiología desconocida.

### Firmas mutacionales asociadas a tabaco
Se encontraron cinco patrones mutacionales derivados de la exposición al tabaco, los cuales contribuyen a distintos desarrollos tumorales. 

Estas firmas también aparecen en otros tipos de cáncer y algunas, como es el caso de la firma 4, se encuentra muy relacionada con el tabaco. Este patrón mutacional aparece en cánceres del tracto respiratorio: cáncer de pulmón, cáncer de esófago, cáncer de boca, cáncer de laringe y cáncer de faringe, ya que son los principales tejidos expuestos a los carcinógenos presentes en el tabaco. En este caso, se ha demostrado que la firma mutacional 4 coincide en un 94 % con el patrón mutacional generado por el benzopireno. De manera indirecta, el tabaco también puede ocasionar la aparición de las firmas 2 y 13, en adenocarcinoma pulmonar principalmente, aunque también en otros tipos tumorales, ya que puede sobreactivar la enzima APOBEC, lo cual conlleva alteraciones en el ARN mensajero. 
Existen otras firmas asociadas a cánceres producidos por tabaco, sin embargo en estos casos, la contribución del tabaco es más indirecta. En el caso de las firmas 1 y 5, que se encuentran distribuidas a lo largo de las 96 combinaciones, pero fundamentalmente en la sustitución de timina por citosina y viceversa se ha encontrado en muchos tipos de tumores, algunos de los cuales no están asociados a tabaco, pero se encuentra incrementada en cánceres del tracto respiratorio así como cáncer de vejiga, cáncer de riñón y cáncer hepático. La aparición de esta firma, más que deberse a una actuación directa del tabaco sobre el tejido, es a causa de la inflamación producida como consecuencia del depósito de las partículas de los componentes químicos presentes en los cigarrillos. En este mismo caso, para cáncer de vejiga se encontró un enriquecimento de mutaciones inactivantes en el gen ERCC2 del sistema de reparación del DNA por escisión de nucleótidos. 
En cáncer de hígado, aparece con mayor frecuencia la firma mutacional 16, en la que predominan las sustituciones de timina por citosina. Esta firma aumenta en el caso de personas que presentan hábito tabáquico, incrementando de manera significativa el riesgo de padecer este tipo de tumores.

## Firmas mutacionales de reordenamiento

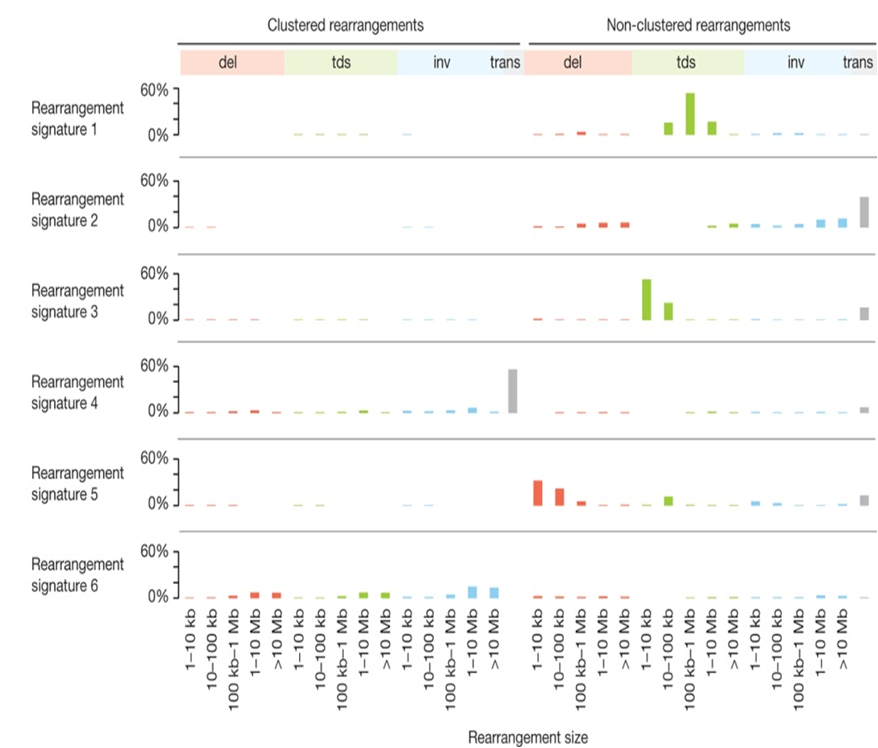
Firmas de reordenamiento en el cáncer de mama

Las firmas de procesos de mutación de reordenamiento no han sido previamente investigadas formalmente. Se aplica un marco matemático utilizado para las firmas de sustitución de bases. En el cáncer de mama se encuentran 6 firmas mutacionales de reordenamiento.
La firma de reordenamiento 1 y 3 se caracterizan predominantemente por duplicaciones en tándem. Más del 95 % de las duplicaciones en tándem de la firma 3 se concentran en el 15 % de los cánceres. Casi todos los cánceres (91 %) con mutaciones BRCA1 o hipermetilación del promotor se encuentran en este grupo. Por lo tanto, la inactivación de este gen puede ser responsable de las pequeñas duplicaciones en tándem de la firma 3. 
La firma 5 se caracteriza por deleciones <100 kb. Se asocia fuertemente con la presencia de mutaciones de BRCA1 o de hipermetilación del promotor y mutaciones de BRCA2.
La firma 2 se caracteriza por deleciones no agrupadas, inversiones y translocaciones intercromasómicas, está presente en la mayoría de los cánceres de mama, pero sobre todo en los cánceres de mama ER positivos. 
La firma 4 se caracteriza por translocaciones intercromosómicas agrupadas, mientras que la firma 6 presenta inversiones agrupadas y deleciones.
Estas 6 firmas están divididas en siete (A-G) subgrupos que muestran asociaciones distintas con otras características genómicas, histológicas o de expresión génica.